# Краснооктябрське (Калінінградська область)
Краснооктябрське (рос. Краснооктябрьское) — селище Черняховського району, Калінінградської області Росії. Входить до складу Каменського сільського поселення.
Населення —  193 особи (2015 рік). 

## Населення
| 2002 | 2010 |
| ---- | ---- |
| 208  | ↘193 |